# Rynchosporioza zbóż

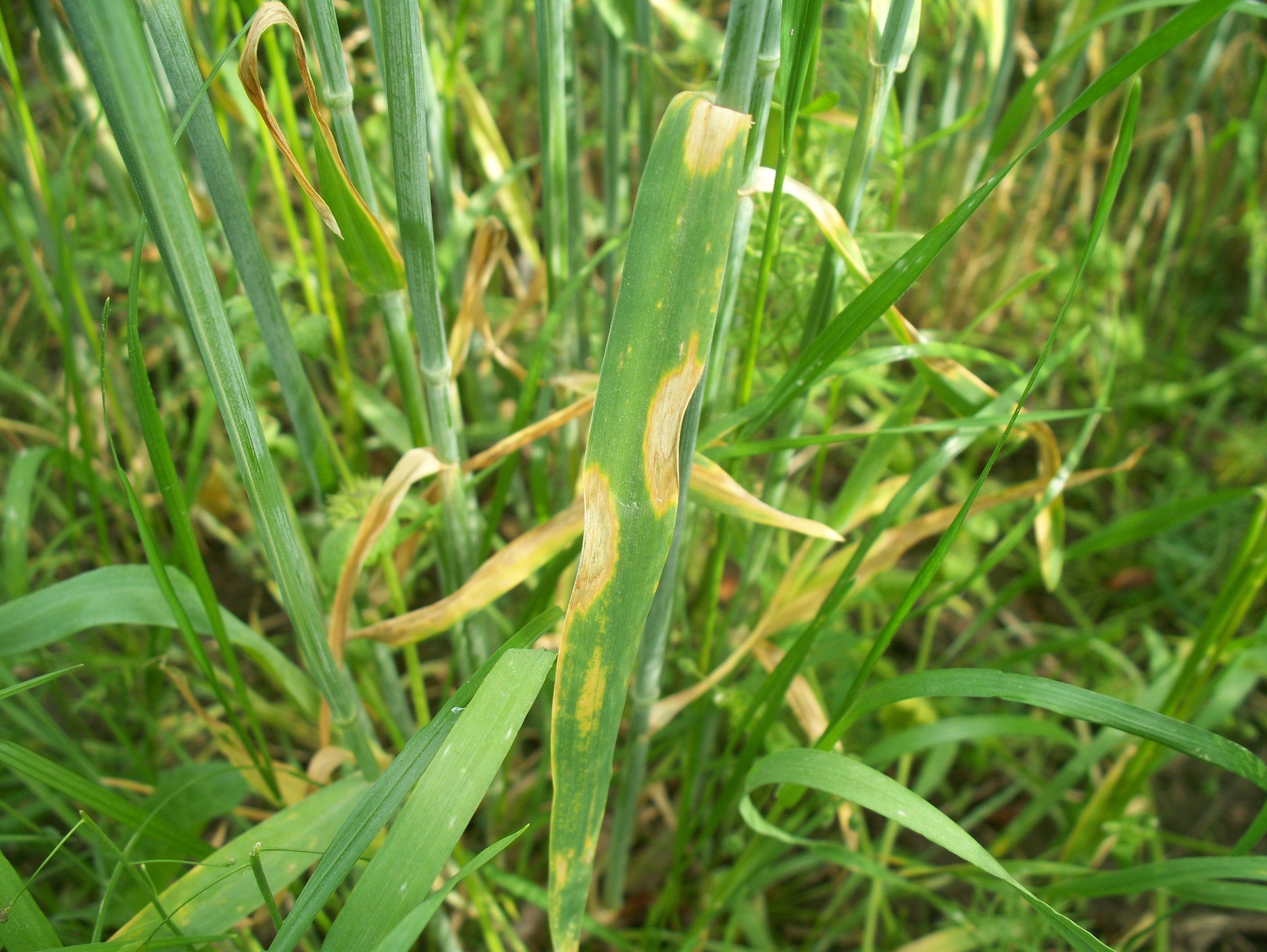
Objawy choroby na życie

Zwalczanie rynchosporiozy polega między innymi na wysiewie odpornych odmian. Grafika przedstawia kształtowanie się odporności wzorca odmian jęczmienia jarego

Rynchosporioza zbóż – grzybowa choroba zbóż i niektórych traw wywoływana przez grzyb Rhynchosporium secalis. Inna nazwa tej choroby to plamistość obwódkowa liści. Występuje ona na jęczmieniu, życie, pszenżycie i pszenicy. Szybkiemu rozwojowi choroby sprzyja stosunkowo wysoka wilgotność powietrza oraz temperatury rzędu 10–20 °C.

## Objawy i szkodliwość
Najczęściej na pochwach i blaszkach liściowych, a mniej na kłosach występują owalne plamy do 2 cm. Plamy te są początkowo niebieskozielone, a następnie żółte z brunatną obwódką. W zależności od porażonego zboża plamy te mogą się różnić; na życie i pszenżycie są soczewkowate lub rombowate i są koloru jasnobrązowego, a na jęczmieniu są bardzo wyraźne i na około ich występuje chlorotyczny pierścień.
Zmniejszenie masy tysiąca ziaren (MTZ) oraz przeniknięcie patogena do ziarniaków. Próg ekonomicznej szkodliwości wynosi dla jęczmienia w fazie krzewienia i w fazie strzelania w źdźbło 15–20% powierzchni liści, na których występują objawy chorobowe.

## Zapobieganie i zwalczanie
Do agrotechnicznych metod zapobiegania rynchosporiozie należą:
- unikanie uprawy roślin krótkosłomych na rzecz roślin o normalnej długości słomy,
- dokładne przyorywanie resztek pożniwnych[1][2].

Zwalczanie rynchosporiozy polega na przyorywaniu resztek pożniwnych i samosiewów zbóż, stosowaniu przerwy w uprawie gatunków mniej odpornych oraz zaprawianie ziarna i opryskiwanie do końca fazy krzewienia.